# U Played
U Played è un singolo del rapper statunitense Moneybagg Yo, pubblicato il 3 gennaio 2020 come secondo estratto dal terzo album in studio Time Served.
Il brano vede la partecipazione del rapper statunitense Lil Baby.

## Video musicale
Il video musicale è stato reso disponibile il 13 gennaio 2020.

## Tracce
Testi e musiche di Demario White, Brytavious Chambers e Dominique Jones.
1. U Played (feat. Lil Baby) – 2:44

## Formazione
Musicisti
- Moneybagg Yo – voce
- Lil Baby – voce aggiuntiva

Produzione
- Tay Keith – produzione
- Chris Athens – mastering
- Ari Morris – missaggio
- Skywalker Og – registrazione

## Classifiche
| Classifica (2020) | Posizione massima |
| ----------------- | ----------------- |
| Stati Uniti       | 53                |